# معاهدة باريس (1802)

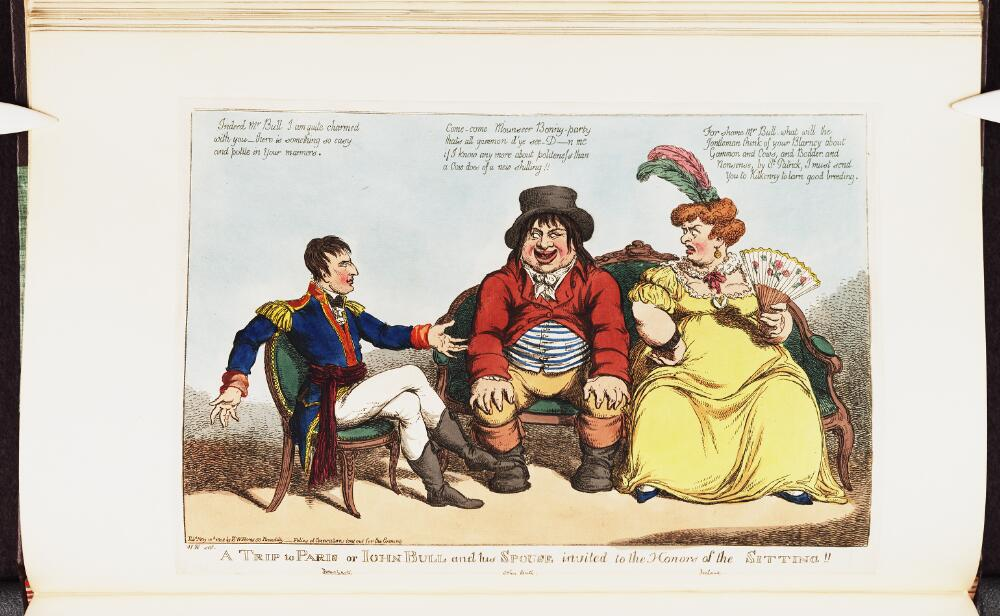
كاريكاتير نابليون الأول (كاريكاتير سياسي بريطاني)

معاهدة باريس، هي معاهدة سلام وقعتها فرنسا تحت حكم نابليون بونابرت والدولة العثمانية تحت حكم سليم الثالث في 25 يونيو 1802، في باريس، بعد الحملة الفرنسية على مصر بدأ تدهور العلاقات الثنائية بين مصر وفرنسا في عام 1798، وتم توقيع هذه المعاهدة بهدف إعادة التنظيم الشامل للعلاقات على أساس مبادئ السلام.
بدأت محادثات السلام بين البلدين في 9 أكتوبر 1801، تم توقيع سند سلام باريس الذي كان بمثابة التحضير لتوقيع معاهدة باريس، محدداً المبادئ الأساسية للسلام. تم توقيع الاتفاقية النهائية للسلام عام 1802. وقع المعاهدة وزير الخارجية الفرنسي شارل موريس، من الجانب الفرنسي، مع سيد محمد سعيد افندي من الجانب العثماني.